# Mikael V
Mikael V av Bysans (grekiska: Μιχαὴλ Εʹ Καλαφάτης), född 1015, död 1042, var monark i kejsardömet Bysans under fyra månader 1041-1042. Han var brorson till Mikael IV och adoptivson till den senares gemål kejsarinnan Zoë. Mikael hade tillnamnet Kalaphates (vilket betyder drevare) efter sin far Stefans tidigare yrke (han blev sedermera amiral).
Snart efter trontillträdet förvisade Mikael sin farbror Johannes Orphanotrophos, vilken hade medverkat till att göra Mikael till tronarvinge. Han återkallade även adelsmån som hade förvisats under det tidigare styret. I april 1042 förvisade han sin mor och medregent Zoë till ön Prinkipos (Πρίγκηπος), vilket ledde till en folklig resning. En hop samlades kring kejsarpalatset och krävde Zoës tillbakakallande. Zoê fördes tillbaka, men i nunneklädsel, varpå hennes syster Theodora utropades till kejsarinna. Mikael flydde till ett kloster och avlade munklöften, men greps ändå, varpå han blev kastrerad och fick ögonen utstuckna, enligt sagan av Harald Hårdråde själv. Han dog som munk i augusti 1042.